# Célestine Henri
Célestine Henri, née vers 1777, est une femme qui a accompagné l’aérostier et pionnier du parachutisme André-Jacques Garnerin dans un voyage en ballon le 22 messidor an VI à partir du parc Monceau à Paris.
Plusieurs femmes avaient déjà effectué des ascensions en ballon : le 20 mai 1784, la marquise et la comtesse de Montalembert, la comtesse de Podenas et une demoiselle de Lagarde avaient effectué une ascension dans un ballon captif à Paris et Élisabeth Tible avait fait une ascension dans un ballon libre le 4 juin 1784, la « Citoyenne Henri » a néanmoins été mentionnée comme la première femme « qui ait jamais eu le courage de s’aventurer dans les régions aériennes ».

## Annonce et interdiction
En 1798, Garnerin, l’aéronaute préféré des Parisiens pour avoir tenté, le premier, une descente en parachute, le 22 octobre 1797, et cherchant toujours la nouveauté pour intéresser le public parisien, annonça qu’une « jeune personne du sexe » l’accompagnerait lors de sa prochaine ascension. Même si d’autres femmes étaient déjà montées en ballon, toute la ville fut en émoi à l’idée qu’un homme allait se trouver dans la nacelle d’un ballon en tête à tête avec une jeune fille et, en dépit du soutien de son projet par le public et la presse, le citoyen Picquemard, commissaire du Bureau Central, défendit à Garnerin de mettre son projet à exécution. Garnerin fut contraint de justifier son projet devant le Bureau central de la police. « J’étais présent, écrit Picquemard, quand le citoyen Garnerin vint au Bureau Central… Interrogé s’il avait prévu les accidents qui pouvaient résulter de la seule pression de l’air sur des organes aussi délicats que ceux d’une jeune fille, il répondit qu’il ne voyait pas qu’il put en survenir. Interrogé si, dans le cas où sa compagne éprouverait des affections douloureuses, produites par la peur ou une élévation non calculée, au point de lui faire perdre le sentiment de connaissance, sa manœuvre et sa propre sureté ne se trouveraient pas compromises de la manière la plus dangereuse pour lui et sa compagne, a dit qu’il répondait de tout.
Insatisfaite des réponses de Garnerin, la police émit une mise en demeure lui interdisant l’ascension. « Outre que les magistrats, en prenant cet arrêté, ont cru veiller au maintien des mœurs, ils y ont encore été déterminés par le doux sentiment de l’humanité, cruellement affecté chez eux à la seule idée d’une jeune fille se livrant, sans motif utile, à une épreuve dont elle n’avait pas même calculé les effets », ajoutait le commissaire du Bureau Central. Garnerin protesta et les journaux engagèrent une polémique. Dans une lettre insérée au Moniteur du 11 floréal, il annonça que le bureau central de police, pris d’un subit et inexplicable accès de pudeur, venait d’interdire son ascension « avec une personne d’un sexe différent ». Le Moniteur du 13 floréal publia une note, probablement communiquée par la police, insistant sur ce que « le spectacle de deux personnes de sexe différent s’élevant publiquement en ballon est indécent et immoral ».
Garnerin ne se tint pas pour battu, et fit agir ses amis de l’Académie des Sciences et du Parlement. Le ministre de l’Intérieur et le ministre de la Police intervinrent et invitèrent le bureau central à rapporter son arrêté, le Moniteur du 27 prairial an VI annonça que l’administration centrale de la Seine avait annulé l’arrêté du bureau central de police considérant qu’« il n’y a pas plus de scandale à voir deux personnes de sexe différent s’élever ensemble dans l’air, qu’à les voir monter dans une même voiture ». Ils ont également conclu que « d’ailleurs on ne peut empêcher une femme majeure de faire à cet égard ce que l’on permet aux hommes, et de donner, en s’élevant dans les airs, une preuve à la fois de confiance et d’intrépidité ». L’ascension, depuis si longtemps annoncée, allait enfin pouvoir avoir lieu.

Garnerin avait déjà choisi la Citoyenne Henri pour l’accompagner et, à la suite de la levée de l’interdiction, il était immédiatement prêt à procéder à son plan. Il annonça, dans l’Ami des Lois, son ascension dans les dix jours à venir, au parc de Mousseaux, en soulignant : 

« La jeune citoyenne qui consent à m’accompagner est ravie de voir approcher le jour du voyage. »

## Le vol
Après avoir été obligé d’en reculer la date par mauvais temps, un grand nombre de spectateurs se réunirent, le 10 juillet 1798, dans le parc Monceau pour assister à l’ascension depuis si longtemps annoncée. Âgée de 21 ans, la Citoyenne Henri était belle. Elle apparut au bras du chevalier de Saint-George et fit, avec Garnerin, plusieurs tours de parc sous les applaudissements de la foule, avant que l’astronome Jérôme Lalande ne lui offre la main pour monter dans la nacelle. L’astronome Lalande lui offrit la main pour l’aider à entrer dans la nacelle « où elle s’est élancée avec la plus grande intrépidité ». Tandis que le ballon montait aux acclamations d’une foule innombrable qui couvrait la chaussée du boulevard extérieur et la plaine Monceau, Lalande faisait observer que cet exemple de courage donné par une femme « avait lieu le jour même où Beauvais célébrait la levée du siège de 1472, par la valeur d’une autre femme, Jeanne Hachette ». Le journal qui rapporte cette coïncidence remarque que la citoyenne Henri a fait plus d’une rivale « en cette occasion comme en bien d’autres sans doute ». « Nous avons vu, ajoute le gazetier, pleurer de chagrin ou de dépit des femmes qui avaient déjà pris leurs dispositions pour disputer à la citoyenne Henry le prix du courage. » Le ballon s’éleva sans incident à plus de 3 000 mètres et le voyage prit fin à Goussainville, à environ 30 kilomètres au nord de Paris, à neuf heures du soir. « Les voyageurs, dit le Moniteur, n’ont éprouvé d’autre accident que celui d’être arrêtés comme suspects par un agent municipal qui a trouvé mauvais qu’on voyageât dans les airs sans passeport en bonne et due forme. »

## Postérité
Garnerin donna, après l’ascension, un cadeau à la Citoyenne Henri. Comme il n’existe aucune trace de la relation entre Garnerin et elle, on ignore où il l’avait recrutée pour l’ascension ou quelles étaient ses motivations lorsqu’elle accepta. Le Moniteur du 27 messidor publia en outre la relation officielle rédigée de la main de Garnerin, qui louait fort le courage de sa compagne. L’intérêt qu’elle suscita dans la presse dura quelques jours, mais sa renommée fut rapidement éclipsée lorsque, peu de temps après, le 10 novembre 1798, Jeanne Labrosse, future épouse de Garnerin, monta également à bord de son ballon. Elles forment cependant toutes deux le premier équipage entièrement féminin qui mena leurs propres observations et relevés météorologiques à bord de leur aérostat, comme en témoigne le Rapport des citoyennes Henry et Labrosse sur leur voyage aérien publié dans La Chronique Universelle du 17 novembre 1798. Par la suite, les exploits en parachutisme de la femme de Garnerin et de sa nièce Élisa, et les ascensions en solo en montgolfière de Sophie Blanchard, ont réduit la performance, moins impressionnante, de Célestine Henri à une note dans l’histoire de l’aérostation.